# Vigiar e Punir
Vigiar e Punir: Nascimento da Prisão (em francês:  Surveiller et Punir: Naissance de la prison) é um livro do filósofo francês Michel Foucault, publicado, originalmente, em 1975 pelas Edições Gallimard. A obra é considerada revolucionária porque conseguiu modificar o modo de pensar e fazer política social no mundo ocidental. A versão brasileira saiu em 1977, numa tradução de Lígia Maria Pondé Vassallo, sendo substituída, posteriormente, pela atual de Raquel Ramalhete.
De caráter ensaísta, o texto traz um exame minucioso dos mecanismos sociais e teóricos que motivaram as grandes mudanças que se produziram nos sistemas penais ocidentais durante a era moderna. É dedicado à análise da vigilância e da punição, que se encontram em várias entidades estatais (hospitais, prisões e escolas). Embora baseado em documentos históricos franceses, as questões sobre as quais se debruça são relevantes para as sociedades contemporâneas. É uma obra seminal que teve grande influência em intelectuais, políticos, ativistas sociais e artistas.
Foucault muda a ideia habitualmente aceita de que a prisão é uma forma humanista de cumprir pena, assinalando seis princípios sobre os quais assenta o novo poder de castigar:
- Regra da quantidade mínima;
- Regra da idealidade suficiente;
- Regra dos efeitos (co)laterais;
- Regra da certeza perfeita;
- Regra da verdade comum;
- Regra da especificação ideal.

A partir destas, o delinquente pode ser definido em oposição ao cidadão normal, primeiro como louco, depois como meliante, malvado, e finalmente como anormal.
O livro tem quatro partes, intituladas "Suplício", "Punição", "Disciplina" e "Prisão" e mais um pouco.

## Capítulo por capítulo
| Primeira Parte: Suplício I. O corpo dos condenados II. A ostentação dos suplícios Segunda Parte: Punição I. A punição generalizada II. A mitigação das penas Terceira Parte: Disciplina I. Os corpos doceis A arte das distribuições O controle da atividade A organização das gêneses A composição das forças | II. Os recursos para o bom adestramento A vigilância hierárquica A sanção normalizadora O Exame III. O panoptismo Quarta Parte: Prisão I. Instituições completas e austeras II. Ilegalidade e delinquência III. O carcerário |

## Detalhadamente

### Suplício
Foucault inicia o livro expondo o contraste entre duas formas de punição:
1. O suplício público, violento e caótico, de Robert-François Damiens, condenado por (tentativa de) regicídio,[4] contra Luís XV de França,  no final do século XVIII;
2. a pontual programação diária prevista para os internos em uma prisão do início do século XIX.

Estes exemplos contrastam vividamente as vastas mudanças em menos de um século nos sistemas penais ocidentais. O autor nos impulsiona a interrogar sobre quais seriam os motivos de transformações tão radicais.
A resposta é procurada em um exame da tortura pública em si. Sustenta o autor que este tipo de espetáculo constituía um tipo de “teatro em praça pública” que correspondia a diversas funções e efeitos (desejados e indesejados) na sociedade.
As funções desejadas eram:
- Refletir a violência do delito sobre o corpo do condenado, à vista de todos;
- Por em ato a vingança do soberano – lesado pelo crime (apenas idealmente, e excluso o caso do regicìdio) – sobre o corpo do culpado. A tese de Foucault é que a lei era considerada uma extensão do corpo do soberano, portanto era totalmente lógico que a vingança encarnasse na violação da integridade física (corpo) do condenado.

Alguns dos “efeitos colaterais” (naturalmente indesejados) eram:
- Fornecer ao corpo do condenado um palco cênico sobre o qual receber simpatia e admiração;
- Transformar o corpo do condenado em um "campo de batalha" entre a massa e o soberano. O autor observa , a propósito, que muitas vezes as execuções terminavam em tumultos em apoio ao condenado.

Portanto, conclui Foucault, a execução pública se revelava improdutiva e antieconômica. Além disso essa era aplicada em modo heterogêneo, irracional e quase casual. Conseqüentemente o seu custo político era muito alto. Era a antítese dos mais modernos interesses do Estado: ordem e generalização.

### Punição
A passagem para a prisão não foi imediata. Houve uma mutação gradual, ainda que relativamente rápida. A prisão foi precedida historicamente por uma forma diferente de espetáculo público. O teatro do suplício público cedeu seu lugar a acorrentados condenados a trabalhos forçados. A punição torna-se “gentil”, mas não por motivos humanitários, segundo a tese já antecipada por Foucault. Ele afirma que os reformistas estavam insatisfeitos com a natureza imprevisível e iniquamente distribuída da violência do soberano sobre o corpo do condenado. Uma maior racionalização de todo este “processo produtivo” era desejada pelos reformistas, também com relação ao princípio que o poder do Estado deva (pelo menos deveria) ser uma forma de poder público. Para Foucault, tudo isto concernia mais às paixões dos reformistas do que aos argumentos humanitários.
Além desse movimento em direção à punição generalizada, teriam sido criados milhares de “mini-teatros” de punição nos quais os corpos dos condenados teriam sido expostos em espetáculos ubíquos, controlados e eficazes. Os prisioneiros teriam sido obrigados a desempenhar trabalhos que refletiam  os seus crimes, de certo modo prestando à sociedade uma reparação pelos danos causados. Isto teria permitido ao público ver os condenados cumprindo suas condenações e assim refletir sobre os crimes cometidos. Mas estas experiências duraram menos de vinte anos.
Foucault sustenta que esta teoria da punição “gentil” representou o primeiro distanciamento da excessiva força do soberano, em direção a meios de punição mais generalizados e controlados.  Porém, sugere que a mudança em direção à prisão que se seguiu foi o resultado de uma nova “tecnologia” e ontologia voltada ao corpo que teria sido desenvolvida no século XVIII: a tecnologia da disciplina e a ontologia do “homem como máquina”.
No plano mais estritamente sócio-político, o autor parece sugerir claramente a tese que a reforma do sistema penal (quase contemporânea à revolução Francesa) esteja a serviço dos interesse da classe burguesa que – não por acaso – está afirmando seu crescente papel hegemônico naquela época. Há um modo diverso de reprimir firmemente a violação dos bens (típico da plebe, principalmente nas suas formas marginais: furtos, roubos, homicídios) respeito a violação dos direitos (típico da casta burguesa: estelionatos, corrupção e símiles):
| “ | Um sistema penal deve ser concebido como um instrumento para gerir diferencialmente as ilegalidades, não para suprimi-las a todas | ” |

#### A nova “linguagem” do punir
Entre as páginas 90 e a 99, o autor enuncia uma espécie de “decálogo” ("Semiotécnica", com o qual reformadores tentam influenciar com eficácia universal os comportamentos sociais) da política criminal, interessante pela sua evidente atualidade, mesmo no contexto contemporâneo:
- Regra da quantidade mínima: visto que a pena deve ter um efeito preventivo, é oportuno que esta porte ao culpado um dano apenas um pouco maior da vantagem que o réu tenta conseguir com o delito.
- Regra da idealidade suficiente: Segundo as novas ideias, não é mais o caso de sustentar o suplício, porque é melhor mostrar a ideia (imagem mental) da pena, ao invés que sua escarnação sobre o corpo do condenado.
- Regra dos efeitos (co)laterais: a pena deve produzir o próprio efeito de “prevenção geral” sobretudo em confronto de quem  não cometeu o delito (se chega ao paradoxo de afirmar que – se fosse seguro que o culpado não recaísse mais na própria conduta – seria suficiente convencer aos outros que ele tenha sido realmente punido, e a pena efetiva não seria nem mesmo necessária).
- Regra da certeza perfeita: É aquilo que os juristas chamam “certeza da pena”: quem erra, deve saber preventivamente que será  quase que certamente punido, e oportunamente seria, por outro lado, abolido o poder de graça, tradicionalmente reivindicado pelos soberanos.
- Regra da verdade comum: abandono das provas legais, a repulsa à tortura, necessidade de uma demonstração lógica da existência do delito, estruturalmente análoga à metodologia da demonstração matemática.
- Regra da especificação ideal: “É então necessário um código, e que seja suficientemente preciso para que cada tipo de infração possa estar claramente presente nele.”

### Disciplina
Segundo Foucault, o afirmar-se da prisão como forma generalizada de sanção para todo tipo de crime é resultado do desenvolvimento da disciplina registrado nos séculos XVII e XVIII. As analises do autor se voltam a criação de formas particularmente refinadas de disciplina, tendo como objeto os mais pequenos e detalhados aspectos do corpo de cada pessoa. Sugere também a ideia que a disciplina tenha gerado uma nova economia e uma nova política dos corpos.
As instituições modernas pediam que os corpos fossem individualizados segundo os seus escopos, e também para o adestramento, a observação e o controle. Portanto, sustenta, a disciplina criou uma forma de individualidade totalmente nova para os corpos, que lhes permitiu adimplir o dever nas formas das organizações econômicas, políticas e militares que emergiam na idade moderna e ainda continuam.
Esta disciplina das individualidades constrói para os corpos que controla quatro características, e constrói por reflexo uma individualidade que é:
- Celular – determina a distribuição espacial dos corpos;
- Orgânica – assegura que as atividades requeridas para os corpos sejam “naturais” para os mesmos;
- Genética – controla a evolução no tempo da atividade dos corpos;
- Combinatória – faz com que a força combinada de mais corpos se fundam em uma força de massa.

Foucault sugere que esta individualidade possa ser  integrada em sistemas oficialmente igualitários, mas que utilizam a disciplina para construir relações de poder desiguais.
| “ | Historicamente, o processo pelo qual a burguesia se tornou no decorrer do século XVIII a classe politicamente dominante, abrigou-se atrás da instalação de um quadro jurídico explícito, codificado, formalmente igualitário, e através da organização de um regime de tipo parlamentar representativo. Mas o desenvolvimento e a generalização dos dispositivos disciplinares constituíram a outra vertente, obscura, desse processo. A forma jurídica geral que garantia um sistema de direitos em princípio igualitários era sustentada por esses mecanismos miúdos, cotidianos e físicos, por todos esses sistemas de micropoder essencialmente inigualitários e assimétricos que constituem as disciplinas. | ” |

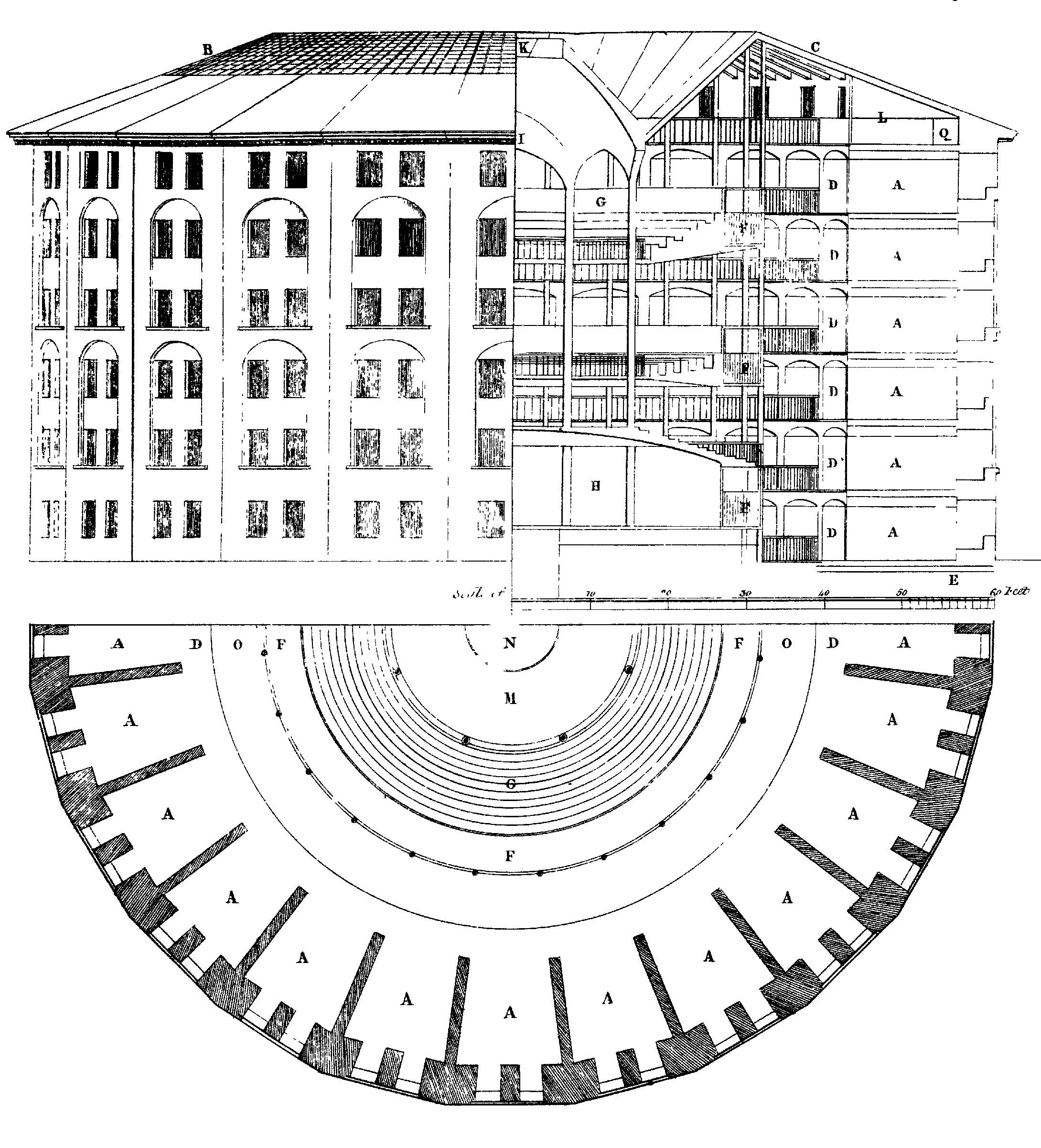
O Pan-óptico, metáfora e pesadelo da escuta-vigilância

Segundo o autor, a disciplina cria “corpos dóceis”, ideais para as exigências modernas em questões de economia, política, guerra – corpos funcionais em fábrica, nos ordenamentos regimentais, nas classes escolásticas. Mas, para construir corpos dóceis, as instituições que promovem a disciplina devem conseguir:
1. Observar e registrar os corpos que controlam;
2. Garantir a interiorização da individualidade disciplinar nos corpos que são controlados.

Ou seja: a disciplina deve impor-se sem uma força excessiva, através de  uma atenta observação, e graças a tais observações os corpos se forjam na forma correta. Disto deriva a necessidade de uma peculiar forma de instituição que – segundo – Foucault é bem exemplificada pelo Pan-óptico de Jeremy Bentham.
O Pan-óptico era a suma encarnação de uma moderna instituição disciplinar. Consentia uma constante observação caracteriza pela “vista desigual”. Efetivamente, talvez a mais importante característica do Pan-óptico resida em seu design, graças à qual o recluso não poderia nunca saber quando (e se) efetivamente era observado. De tal forma a “vista desigual” determinava a interiorização da individualidade disciplinar, e o corpo dócil requerido pelos internados. Isto quer dizer que se é menos induzido a transgredir leis ou regras quando se acredita observado, mesmo quando na realidade a vigilância não é (momentaneamente) praticada. Portanto, a prisão, especialmente se veste o paradigma do pan-óptico, oferece a forma ideal de punição moderna. Segundo Foucault, este é o motivo pelo qual a punição generalizada, “gentil”, das correntes e trabalhos forçados teve que ceder lugar ao cárcere. Este último era a modernização ideal da punição, e era, portanto, natural que com o passar do tempo prevalecesse.
Fornecida a demonstração lógica do triunfo da prisão sobre outras formas punitivas, Foucault dedica o resto do seu livro ao exame preciso da sua forma e função na nossa sociedade, para por às claras as razões do seu uso continuo, e para analisar os supostos efeitos de tal emprego.

### Prisão
Ao examinar a construção da prisão como meio central da punição criminal, Foucault cria uma moldura à ideia que a prisão tenha se tornado parte de um mais amplo “sistema carcerário”, que tornou-se uma instituição soberana – que tudo hegemoniza – na sociedade moderna. A prisão pertence a uma rede mais vasta, compreendendo escolas, instituições militares, hospitais e fábricas, que materializa uma sociedade pan-óptica para seus próprios membros. O sistema cria “carreiras disciplinares” para quem aceita permanecer “na linha” que lhes foram predeterminadas. O funcionamento de um tal sistema é propiciado pelas autoridades científica da medicina, psicologia e criminologia. É fundamental o princípio que o sistema “não pode criar outro, senão, delinquentes”. A delinquência, com efeito, se produz quando a micro-criminalidade social (por exemplo, furtar lenha do latifúndio de um grande senhor) não é mais tolerada, e se cria uma classe de “delinquentes” especializados que agem como sub-rogados da policia na vigilância da sociedade.

## Edição
- FOUCAULT, Michel. Vigiar e punir: nascimento da prisão 36ª ed. Petrópolis: Vozes, 2009 (292 páginas) ISBN 978-85-326-0508-5